# Mein Onkel Lubo
Mein Onkel Lubo ist ein Dokumentarfilm von Nikola Boshnakov, Jacky Stoev, Tony Stoev und Ray van Zeschau, der am 6. Januar 2023 im Filmtheater Schauburg (Dresden) seine Weltpremiere feierte.

## Handlung
Die Doku erzählt die Geschichte des 2016 verstorbenen bulgarischen Malers und Graphikers Ljuben Stoev, der Anfang der 1960er Jahre an der Hochschule für Bildende Künste Dresden bei Lea Grundig studierte und dessen Neffe, der Künstler Ray van Zeschau, nun seine Atelierwohnung in Sofia geerbt hat, um diese zu verkaufen. Ray fliegt nach Sofia und entdeckt bei der intensiven Auseinandersetzung mit der mit Kunst gefüllten Wohnung und der bulgarischen Hauptstadt einen neuen tieferen Zugang zu seinem Onkel, seiner Kunst und dem seit der Wende im Postsozialismus feststeckenden ärmsten Land der EU, dessen gesellschaftliche Schere zwischen Arm und Reich immer weiter auseinander klafft. Ray begibt sich in die Fußstapfen seines Onkels, verkauft die Wohnung und feiert ein letztes Mal in seiner Wohnung mit alten Freunden den Geburtstag seines Onkels, bringt die Kunst zurück an den Ort, wo alles begann, und erfüllt, wenn auch posthum, den größten Wunsch seines Onkels, noch einmal in Dresden ausstellen zu können.

## Produktion
Schon während der Produktion stellte der deutsche Produzent und Protagonist Ray van Zeschau fest, dass die Story im deutschsprachigen Raum etwas anders erzählt werden muss als in Bulgarien. Man entschied sich deswegen eine bulgarische und eine deutsche Schnittfassung zu veröffentlichen und Ray van Zeschau die Co-Regie für die deutsche übernahm. Die deutsche Schnittfassung übernahm Rainer A. Schmidt. Die Dreharbeiten fanden zwischen Frühjahr 2019 und Oktober 2020 in Sofia, Dresden, Naumburg und auf der Strecke Sofia, Rumänien, Ungarn, Slowakei, Tschechien und Dresden statt. Im März 2020 geriet das Projekt erstmals durch die Coronamaßnahmen und mehreren Lockdowns ins Stocken, so dass der ganze Zeitplan immer wieder nachgebessert werden musste und die deutsche Schnittfassung erst am 6. Januar 2023 erstaufgeführt wurde.  Die Texte zum Film schrieben Ray van Zeschau und Jean Boué. Das Voiceover Ljuben Stoevs spricht der deutsche Schauspieler Urs Rechn. Der Film wurde durch die Kulturstiftung des Freistaates Sachsen  und der Sächsische Landesanstalt für privaten Rundfunk und neue Medien gefördert.

## Veröffentlichung
Nach seiner Erstaufführung am 6. Januar 2023 im Filmtheater Schauburg (Dresden), war der Film am 23. März 2023 im Wettbewerb des 27. Sofia International Film Festival zu sehen.